# Chrysobothris affinis
Chrysobothris affinis là một loài côn trùng trong họ Buprestidae. Loài này được Fabricius miêu tả khoa học đầu tiên năm 1794.
Đây là loài gây hại phát triển phổ biến ở Uzbekistan.